# Caarapó
Caarapó, amtlich Município de Caarapó, ist eine Stadt im brasilianischen Bundesstaat Mato Grosso do Sul in der Mesoregion Süd-West in der Mikroregion Dourados. Die Stadt wird auch Vale da Esperança (port.: „Tal der Hoffnung“) genannt.

## Herkunft des Namens
Caarapó ist ein Wort aus der Guaraní-Sprache und bedeutet Wurzel des Yerba-Mate.

## Geografie

### Lage
Die Stadt liegt 267 km von der Hauptstadt des Bundesstaates (Campo Grande) und 1401 km von der Landeshauptstadt (Brasília) entfernt.

### Klima
In der Stadt herrscht tropisches Wechselklima (nach Köppen & Geiger entweder Aw oder Am-Klima).

### Gewässer
Die Stadt liegt ca. 100 km nördlich vom Río Paraná, der zum Flusssystem des Río de la Plata gehört.

### Vegetation
Das Gebiet ist ein Teil der Cerrados (Savannen Zentralbrasiliens).

### Fauna
Nach der Stadt ist die Vogelspinnenart Nhandu carapoensis benannt.

## Verkehr
Die Stadt ist durch die Bundesstraße BR-163 mit Dourados verbunden. In der Stadt mündet die Landesstraße MS-156 in die Landesstraße MS-378.
Im Süden der Stadt liegt der Flughafen Estancia Ayrton Senna Airport.

## Durchschnittseinkommen und HDI
Das Durchschnittseinkommen lag 2011 bei 25.398 Real, der Index der menschlichen Entwicklung (HDI) bei 0,692.